# 河東町浅山
河東町浅山（かわひがしまち あさやま）は、福島県会津若松市の大字である。郵便番号は969-3461。

## 地理
会津若松市北部の河東地区（旧河沼郡河東町域）に属する。北で河東町南高野、河東町東長原、東で河東町八田、河東町工業団地、南で河東町金田、西で河東町広田とそれぞれ隣接する。概ね町村制施行以前の河沼郡浅山村の流れを汲む地域である。河東地区中部に位置し、一級水系阿賀野川水系大工川右岸流域の一部を主な範囲とする。中央部を国道49号が縦断する。会津盆地東端部に位置し、東部の高台には巨大な観音像で有名な観光地である会津村が立地する。西側の平地には水田が広がり、北部の戌亥、北山、南部の浅野などの字に集落が点在する。

### 主な字
字
- 浅野
- 浅山丙
- 家北
- 伊勢前
- 伊勢前甲
- 戌亥
- 戌亥甲

- 上ノ町丙
- 大石
- 北畑丙
- 北山
- 午房前丙
- 左ノ道丙
- 長ノ段丙

- 堂ヶ入丙
- 仲田
- 仲田甲
- 長坂丙
- 沼田
- 沼ノ北甲
- 東ノ前ノ甲

- 火壇丙
- 広前甲
- 古寄
- 古寄丙
- 村西乙
- 村西丙
- 村前

- 村前乙
- 村前甲
- 薬師内乙
- 薬師内丙
- 寄ノ内
- 寄ノ内丙

### 河川・湖沼
一級水系阿賀野川水系
- 大工川

## 歴史
- 1875年 - 浅野村、中林新田、北山新田が統合され浅山村が発足する。
- 1879年1月27日 - 浅山村が福島県内における郡区町村制の施行により河沼郡の村となる。
- 1889年4月1日 - 町村制の施行により浅山村が周辺7村と合併し日橋村が発足する。旧浅山村域は日橋村の大字となる。
- 1957年4月1日 - 日橋村が堂島村と合併して河東村が発足し、河東村の大字となる。
- 1978年4月1日 - 河東村が町制施行し、河東町の大字となる。
- 2005年11月1日 - 河東町が会津若松市に編入され、会津若松市の大字となる。

## 世帯数と人口
2024年1月1日現在の世帯数と人口は以下の通りである。
| 大字       | 世帯数  | 人口  |
| ---------- | ------- | ----- |
| 河東町浅山 | 144世帯 | 349人 |

## 小・中学校の学区
市立小・中学校に通う場合、学区は以下の通りとなる。
| 番地 | 小学校                       | 中学校                       |
| ---- | ---------------------------- | ---------------------------- |
| 全域 | 会津若松市立河東学園前期課程 | 会津若松市立河東学園後期課程 |

## 交通

### 道路
- 磐越自動車道
- 国道49号滝沢バイパス
  - 大工川橋
- 福島県道33号会津坂下河東線（北端の一部をかすめる）

## 施設
- 河東総合体育館
- 北山多目的集落センター
- 会津村
  - 会津慈母大観世音菩薩像
- 山神社
- 箱根神社
- 浅野六地蔵